# Gatschkopf
Der Gatschkopf ist ein Gipfel in den Lechtaler Alpen, Tirol, Österreich. Mit 2945 m ist er der vierthöchste Berg der Lechtaler Alpen und damit einer der höchsten Berge der gesamten Nördlichen Kalkalpen. Da eine Begehung des Gatschkopfs von Süden keine Schwierigkeiten bereitet, wurde er schon früh von Einheimischen bestiegen. Heute ist der auf Grund seiner Höhe beliebte Aussichtsberg über Steiganlagen für Touristen gut zu erreichen.

## Geologischer Aufbau
Das Gestein des Gatschkopf besteht zum größten Teil aus Lias-Fleckenmergel. Nach Norden fallen bis zu 800 Meter hohe Wände ab. Der Gipfel besteht aus einem geräumigen, kargen Felsplateau. Von der unmittelbar westlich stehenden Parseierspitze, dem höchsten Berg der Lechtaler Alpen und der Nördlichen Kalkalpen, ist der Gatschkopf durch die Patrolscharte (2846 m) getrennt.

## Tourenmöglichkeiten
Der Gatschkopf ist durch Steige gut erschlossen; auf seiner Südflanke steht die Augsburger Hütte. Zwei einfache Anstiege führen von der Hütte entweder durch die Gasillschlucht, über die Patrolscharte und den Westrücken oder direkt durch die Südflanke auf den Gipfel. Beides sind gut markierte Steige im steilen alpinen Gelände, etwa 1,5 Stunden im Aufstieg. Der Besuch ist wegen der Aussicht lohnend.
Der Gatschkopf kann im Zuge des Übergangs von der Augsburger Hütte zur Memminger Hütte über den Spiehlerweg in fünf Stunden, oder zur Ansbacher Hütte über den Augsburger Höhenweg in 10 Stunden besucht werden.
Der Gatschkopf ist auf Grund seines brüchigen Gesteins und der damit verbundenen Steinschlaggefahr kein Kletterberg, frühere Kletterrouten durch die Nordwand sind in der Literatur nicht mehr aufgeführt.